# Callixte Nzabonimana
Callixte Nzabonimana   (Gitarama, 1953) és una antic polític de Ruanda acusat de participar en el genocidi ruandès.

## Biografia
Nascut a la prefectura de Gitarama i d'ètnia hutu, ocupà el càrrec de ministre de Planificació en el govern del MRND de Juvénal Habyarimana del 15 de gener de 1989 al 4 de febrer de 1991, en el successiu govern "multipartidista" format el 31 de desembre de 1991, i el segon govern "multipartidista" format el 16 d'abril de 1992. Des del 1994, també va ser president del MRND a la prefectura de Gitarama.
L'acusació del TPIR contra el músic Simon Bikindi estableix que Bikindi, autor de moltes cançons amb càrrega racial anti-tutsi, "va consultar al president Juvénal Habyarimana, el ministre de Joventut i Esports Callixte Nzabonimana i les autoritats militars alineades amb MRND les lletres de les cançons" abans d'emetre-les a l'estació de ràdio poder hutu RTLM.
Després de la mort d'Habyarimana el 6 d'abril de 1994, Nzabonimana va ser nomenat ministre de Joventut i Esports (Ministre du Sport et de la Jeunesse) en el govern provisional. Entre el 9 d'abril i el 14 de juliol, se suposa que es va reunir amb altres ministres en diverses reunions del Govern en què els ministres van rebre informació sobre el progrés del genocidi i van demanar que es distribueixin armes a les seves províncies per al seu ús pels genocides.
El 21 de novembre de 2001, el Tribunal Penal Internacional per a Ruanda (ICTR) va publicar una acusació contra Nzabonimana i altres amb genocidi, conspiració per cometre genocidi, complicitat en el genocidi, incitació directa i pública a cometre genocidi i crim contra la humanitat.
Nzabonimana va ser detingut a Tanzània el 18 de febrer de 2008 i transferit a la custòdia del TPIR el 19 de febrer de 2008.
Segons African Rights, Nzabonimana és una dels "tres civils clau" que col·labora amb les FLDR, que operen a la República Democràtica del Congo.